# 海濱花園 (住宅)

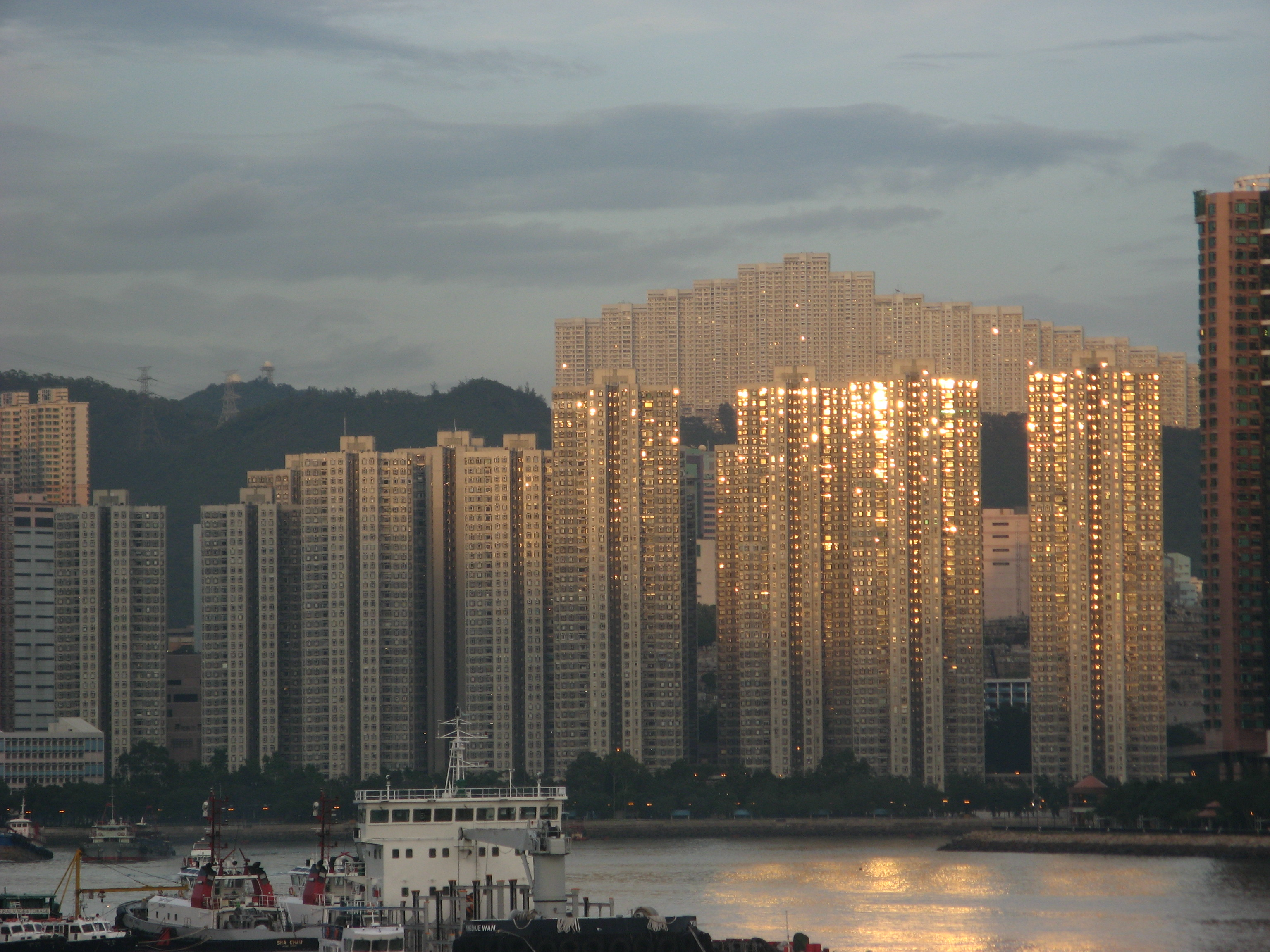
黃昏時份從汀九望向海濱花園

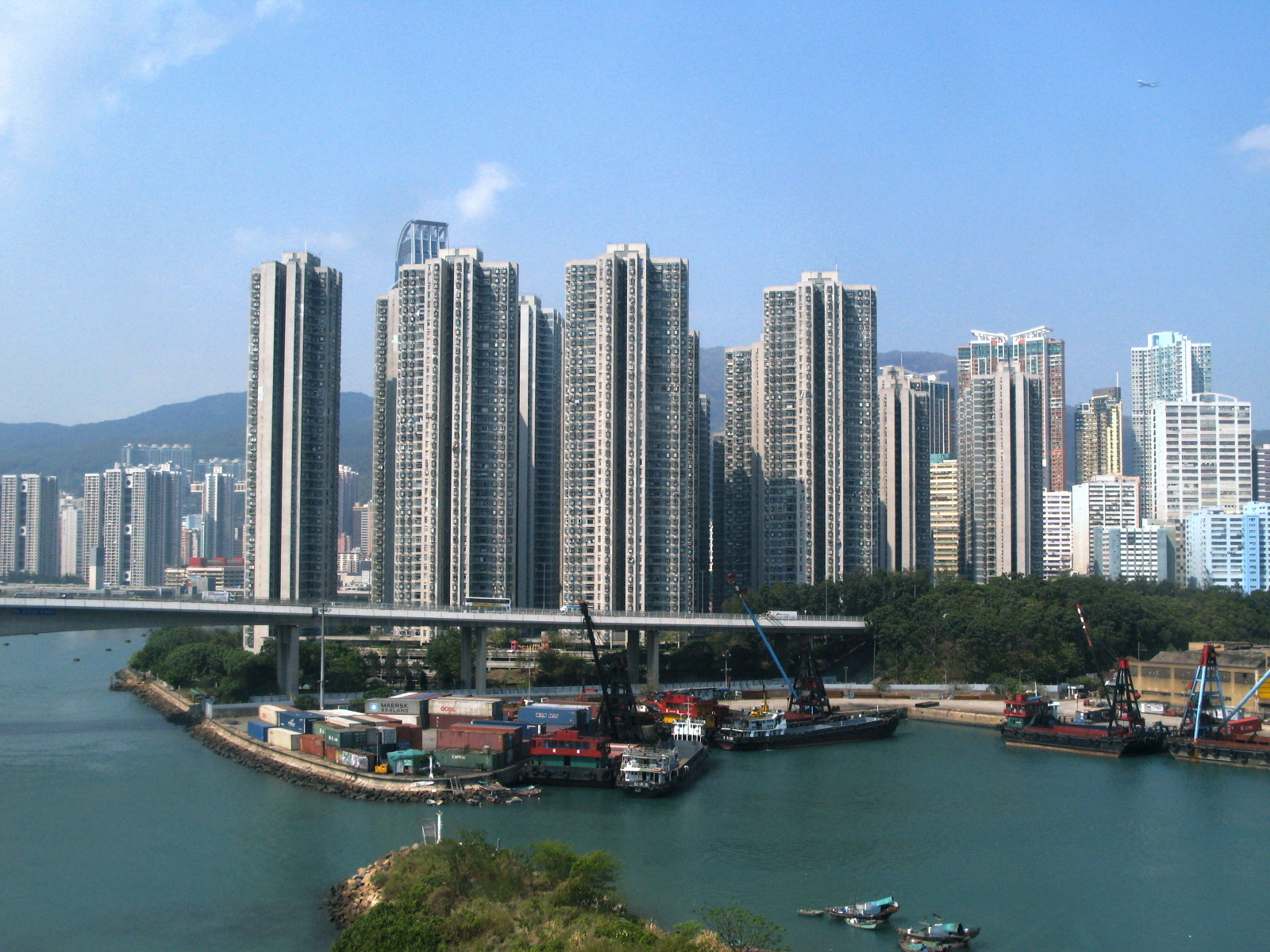
從港鐵青荔橋望向海濱花園

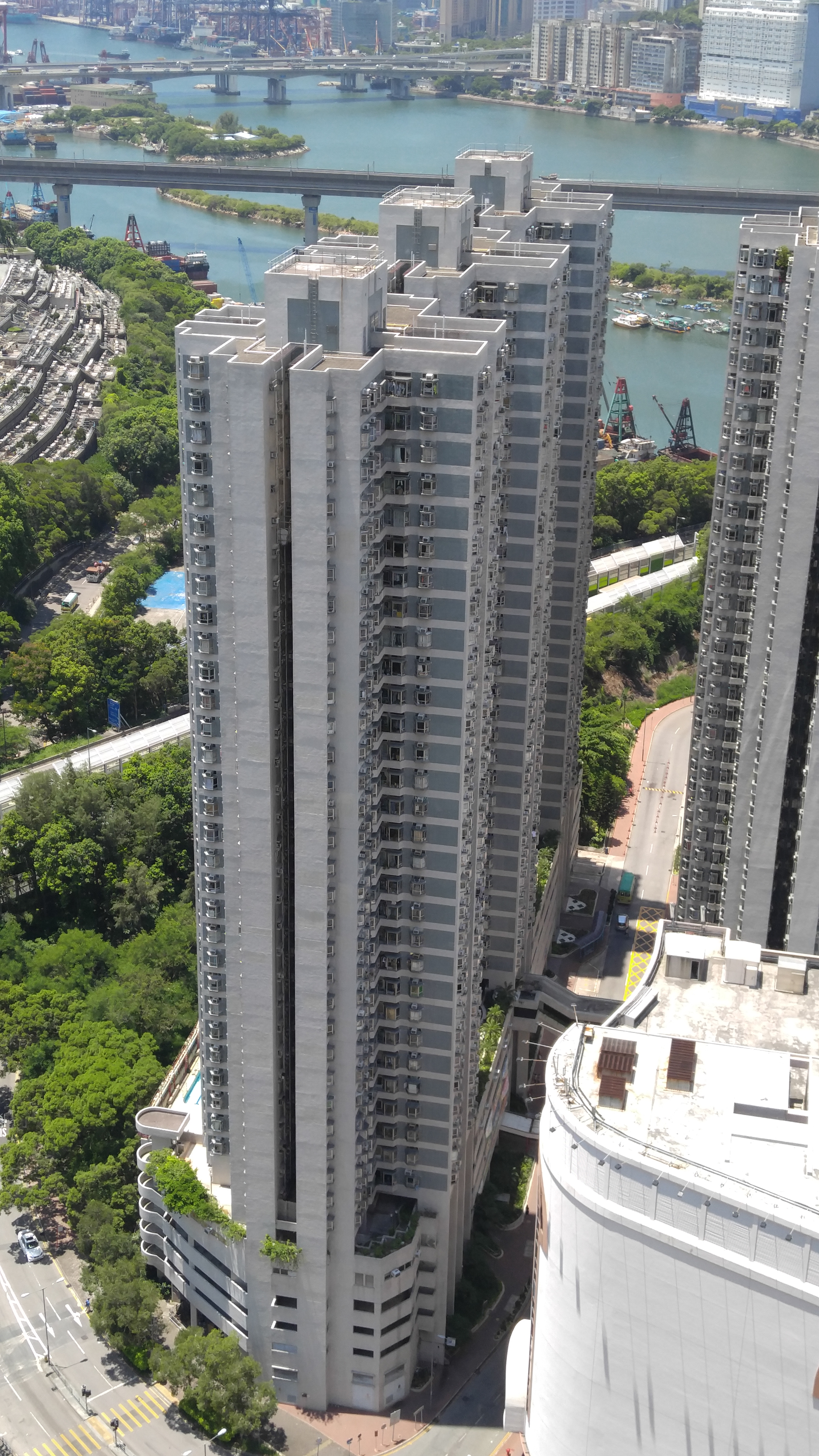
海濱花園最後落成的第20－22座，背後不遠處是荃灣華人永遠墳場

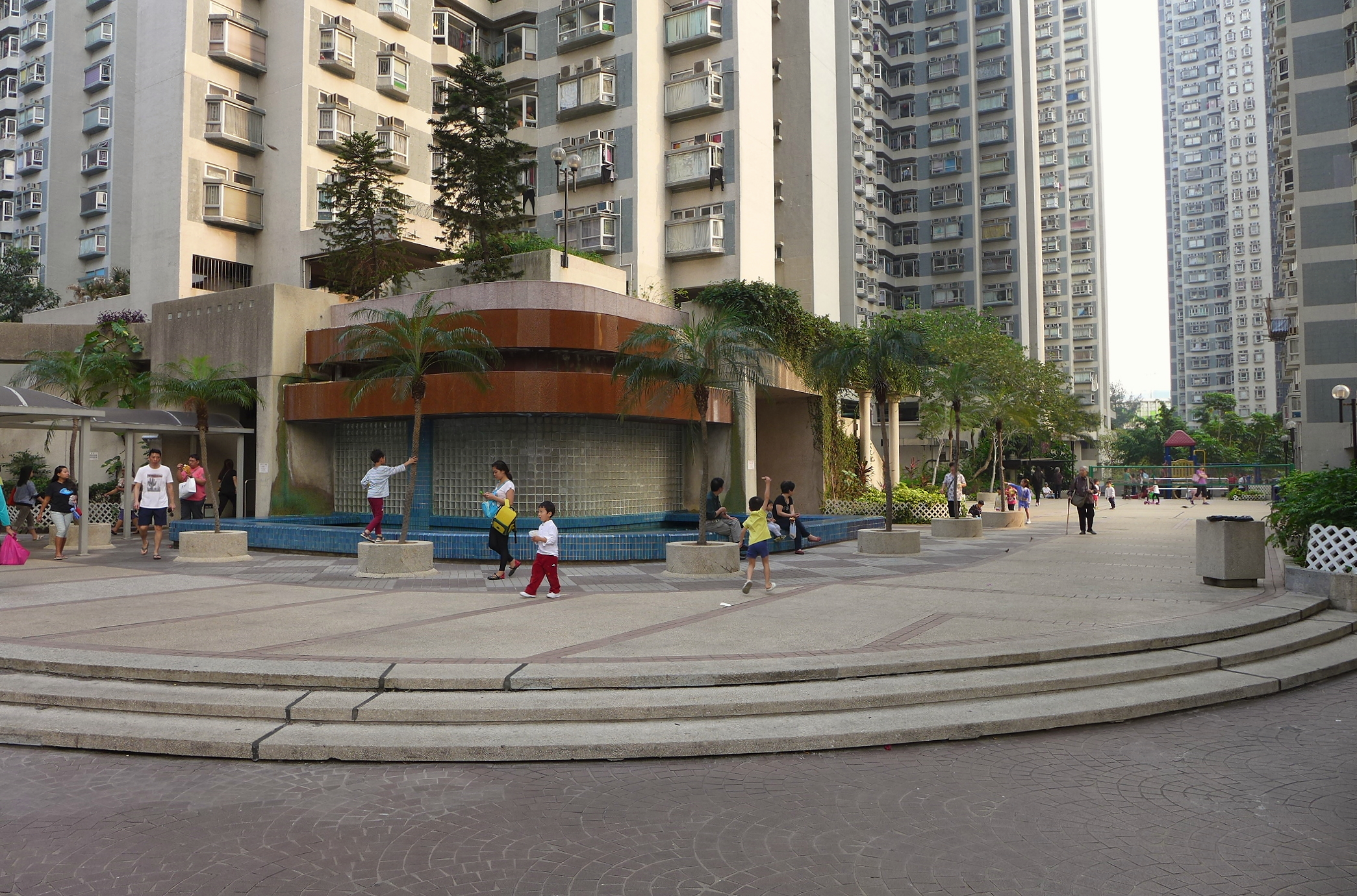
海濱花園A平台

海濱花園（英語：Riviera Gardens）是一個位於香港荃灣區南部的私人屋苑，環顧藍巴勒海峽。屋苑的附屬大型商場則名為海濱廣場。項目由加德士及新世界發展聯營的荃灣地產有限公司（1982年成立）發展，王董建築師事務所設計，協興建築及金門建築承建。
海濱花園前身是德士古（現稱加德士）石油公司的油庫。油庫於1983年遷往青衣後，城市規劃委員會批准油庫所在地皮重新劃作住宅發展之用（亦即海濱花園），首批單位於1988年入伙，第二期亦於1990年之前陸續入伙。海濱花園建有20幢住宅，提供合共5600多個單位；屋苑管理則交由富城物業管理有限公司負責。截至2016年為止，單以住宅單位數目而言，海濱花園乃僅次於麗城花園的荃灣區第二大私人住宅屋苑。

## 歷史
海濱花園所在地段原本稱聖溪灣，又名三百錢。三百錢由租自荃灣鍾姓人的謝氏居住。南華早報始創人之一謝纘泰曾在1915年購入一座兩層西式別墅，作為「中華革命歷史院」內有孫中山及楊衢雲的巨像，並命名為光漢樓。1930 年代，轉售給 YWCA 作為營舍，惟於二戰時被摧毁。

## 屋苑特色
海濱花園共有20幢大廈，大廈外牆以淺灰色以及深灰色紙皮石粉飾。20幢大廈中不設第13及14座，故最後一座為第22座。屋苑中全部大廈均以「海X閣」命名。屋苑中每幢大廈均設有平台樓層，整個屋苑共分為五個平台，並以A至E順序命名。五個平台都以天橋互相連接，而且基座層數不一，平台以下樓層多數作為停車場，其中A平台位處最低，E平台最高（平台以下設有三層停車場以及一層商業用樓面）。平台商舖數量則從A平台順序遞減，至E平台不設任何商舖。以下為各大廈資料：
| 海濱花園各座資料 | 海濱花園各座資料 | 海濱花園各座資料           | 海濱花園各座資料 | 海濱花園各座資料 | 海濱花園各座資料 | 海濱花園各座資料 | 海濱花園各座資料 | 海濱花園各座資料 | 海濱花園各座資料 |
| ---------------- | ---------------- | -------------------------- | ---------------- | ---------------- | ---------------- | ---------------- | ---------------- | ---------------- | ---------------- |
| 期數             | 座號             | 大廈名稱                   | 大廈門牌         | 大廈層數         | 升降機數目       | 單位數目         | 所在平台         | 建築商           | 入伙日期         |
| 第一期           | 1                | 海寶閣（Hoi Po Mansion）   | 怡康街1－7號     | 31（平台－30樓） | 3                | 242              | A平台            | 協興建築         | 1988年8月        |
| 第一期           | 2                | 海珠閣（Hoi Chu Mansion）  | 怡康街1－7號     | 31（平台－30樓） | 3                | 241              | A平台            | 協興建築         | 1988年8月        |
| 第一期           | 3                | 海珊閣（Hoi San Mansion）  | 怡康街1－7號     | 36（平台－35樓） | 3                | 284              | A平台            | 協興建築         | 1988年8月        |
| 第一期           | 4                | 海銀閣（Hoi Ngan Mansion） | 怡康街1－7號     | 36（平台－35樓） | 3                | 282              | A平台            | 協興建築         | 1988年8月        |
| 第一期           | 5                | 海濤閣（Hoi Tao Mansion）  | 怡康街2－12號    | 41（平台－40樓） | 4                | 323              | B平台            | 金門建築         | 1988年8月        |
| 第一期           | 6                | 海霞閣（Hoi Ha Mansion）   | 怡康街2－12號    | 41（平台－40樓） | 4                | 322              | B平台            | 金門建築         | 1988年8月        |
| 第一期           | 7                | 海雲閣（Hoi Wan Mansion）  | 怡康街2－12號    | 41（平台－40樓） | 4                | 324              | B平台            | 金門建築         | 1988年10月       |
| 第一期           | 8                | 海雅閣（Hoi Nga Mansion）  | 怡康街2－12號    | 41（平台－40樓） | 4                | 324              | B平台            | 金門建築         | 1988年10月       |
| 第一期           | 9                | 海觀閣（Hoi Kwun Mansion） | 怡康街2－12號    | 41（平台－40樓） | 4                | 324              | C平台            | 金門建築         | 1989年3月        |
| 第一期           | 10               | 海昇閣（Hoi Sing Mansion） | 怡康街2－12號    | 41（平台－40樓） | 4                | 324              | C平台            | 金門建築         | 1989年3月        |
| 第一期           | 11               | 海明閣（Hoi Ming Mansion） | 怡樂街7－9號     | 36（平台－35樓） | 3                | 284              | C平台            | 金門建築         | 1989年3月        |
| 第一期           | 12               | 海豐閣（Hoi Fung Mansion） | 怡樂街7－9號     | 41（平台－40樓） | 4                | 324              | C平台            | 金門建築         | 1989年5月        |
| 第二期           | 15               | 海蕙閣（Hoi Wai Mansion）  | 怡樂街2－12號    | 34               | 3                | 268              | D平台            | 協興建築         | 1989年11月       |
| 第二期           | 16               | 海翠閣（Hoi Tsui Mansion） | 怡樂街2－12號    | 34               | 3                | 272              | D平台            | 協興建築         | 1989年11月       |
| 第二期           | 17               | 海寧閣（Hoi Ning Mansion） | 怡樂街2－12號    | 34               | 3                | 272              | D平台            | 協興建築         | 1989年11月       |
| 第二期           | 18               | 海暉閣（Hoi Fai Mansion）  | 怡樂街2－12號    | 34               | 3                | 272              | D平台            | 協興建築         | 1989年11月       |
| 第二期           | 19               | 海逸閣（Hoi Yat Mansion）  | 怡樂街2－12號    | 30               | 3                | 236              | D平台            | 協興建築         | 1989年11月       |
| 第二期           | 20               | 海葵閣（Hoi Kwai Mansion） | 怡樂街1－5號     | 30               | 3                | 240              | E平台            | 金門建築         | 1989年12月       |
| 第二期           | 21               | 海妍閣（Hoi Yin Mansion）  | 怡樂街1－5號     | 30               | 3                | 240              | E平台            | 金門建築         | 1989年11月       |
| 第二期           | 22               | 海裕閣（Hoi Yue Mansion）  | 怡樂街1－5號     | 30               | 3                | 240              | E平台            | 金門建築         | 1989年11月       |

註：大廈名稱中之底色為該大廈每層走廊的主要色調。

### 單位
海濱花園特別之處為其設於第一期大廈平台的平台住宅單位。平台住宅單位大門設於大廈平台電梯大堂側的三級樓梯之上，每座的平台單位數量基於平台通道、商舖的阻隔而有所不同，最多設有4個單位，最少則只有1個單位。平台住宅單位內設有落地玻璃睡房窗台，但部分單位間隔和大小有別於上層的標準尺寸單位。基於保安理由，第一期所有大廈的平台入口均設有兩對大閘。住客要先輸入正確密碼打開第一對大閘，再以整座大廈通用的大閘鑰匙插入設於大閘旁的匙孔打開第二對大閘，方能進入平台電梯大堂。

## 屋苑設施

### 私人泳池
海濱花園位於海雲閣至海雅閣之間的地下，設有一個私人露天泳池，並分為主池（0.9米－1.5米深）和兒童嬉水池（0.5米深）。泳池的開放月份為五月至九月，其中每天開放時段分為四節。居民如需使用，便須先攜帶住戶證前往位於泳池側的海濱花園管業處購買入場券，入場券分為兩種：普通票和月票。普通票亦分為成人票及兒童票，成人票票價22元，兒童票則收取半價。

### 海濱街市
海濱花園在規劃之時已將D平台基座的2層空間預留作為街市之用，由於屋苑位置較遠離荃灣市中心，設立街市原意是供海濱花園居民在不離開屋苑時亦能自給自足。原規劃中海濱街市分為上、下兩層：上層為乾貨區，售賣家禽類及雜貨等；下層則為濕貨區，主要售賣魚類。街市亦設有卸貨區於下層街市背後的D停車場中，兩層街市以巴士總站旁的樓梯以及卸貨區的升降機連接。海濱街市原設有多個入口，部分入口與平台連接，方便居民前往購物，其中由巴士總站通往平台的主要通道亦與街市共用部分空間。
惟由於街市屬於私人經營，在經歷管理公司交替及營運模式的轉變，海濱街市的規模在過去20年間不斷萎縮。首先位於下層的濕貨區率先於1990年代初被華潤超級市場改作零售用途（現為佳宝食品超級市場）；上層接近樓梯的街市入口部分繼而於2000年代中改劃為多用途室（現為日本城）；位於街市尾部接近公廁的部分亦於2008年左右改劃為餐廳用途。
現時海濱花園居民一般習慣乘238M或徒步經荃灣公園前往楊屋道街市購物，皆因食材價格較便宜和齊全。海濱街市在經歷多年變遷後現只餘下一條「上」字形的走廊，設有少量店舖售賣小食、蔬菜、肉類、鮮花及祭祀用品。

### 海濱會所

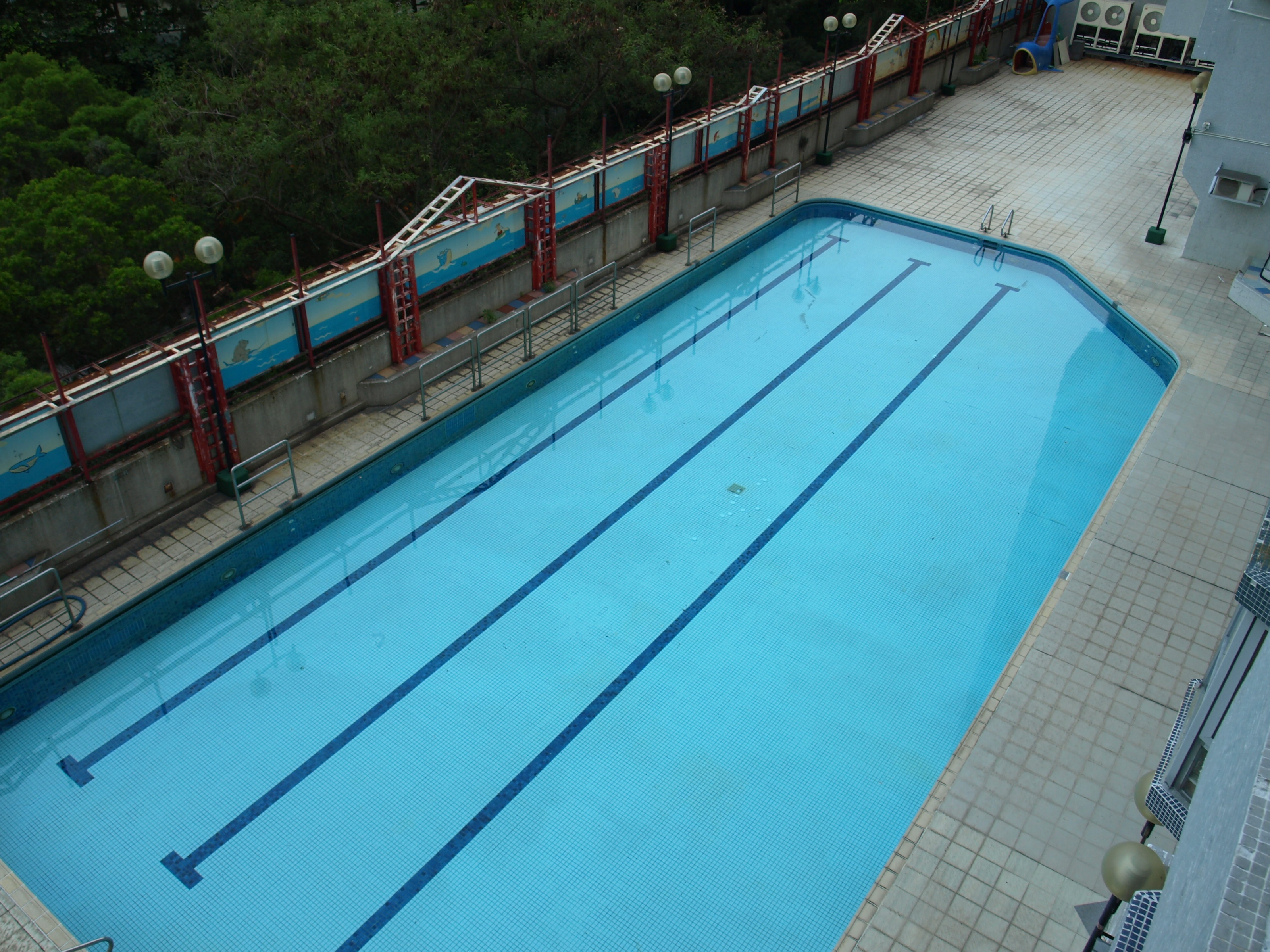
原海濱花園會所泳池。現為國際學校私人泳池

海濱花園位於海葵閣至海裕閣的P4平台樓層，在海濱花園建成初期設有一私人經營住客會所，大門分別設於地下（設有專用升降機）以及P4平台。內裡設施眾多，除了位於毗連平台的露天泳池（1.1米深），桌球室、卡啦OK室、中西餐廳等設施應有盡有。居民欲享用，便須先付三千元手續費成為會員，且會員資格不可註銷，只能連同住戶資格轉讓他人。惟會所於90年代中倒閉。會所舊址現為一所國際學校。

### 荃灣海濱公園
位於海濱花園西面海傍，為新世界發展在興建海濱花園之時同時興建的休憩公園，於1990年啟用，啟用後隨即交予政府管理。

### 珠海學院
由廣邑有限公司於1992年以4500萬元購入作為「珠海書院」校舍。校舍位於D平台，連天台樓高四層，中庭位置設有一籃球場，1988-1992年間曾為地利亞修女紀念學校（荃灣）校舍，毗連海蕙閣及海逸閣。珠海學院已於2016年8月22日遷往屯門咖啡灣新校舍。2017年12月，浸大擬以每月60萬元租用位於荃灣的珠海學院前校舍，為期12年，以安置部分受重建影響的行政部門。

### 天主教石鐘山紀念小學
1997年創辦；校舍共有六層，位於海寶閣對面的荃灣海濱公園側。

## 海濱廣場

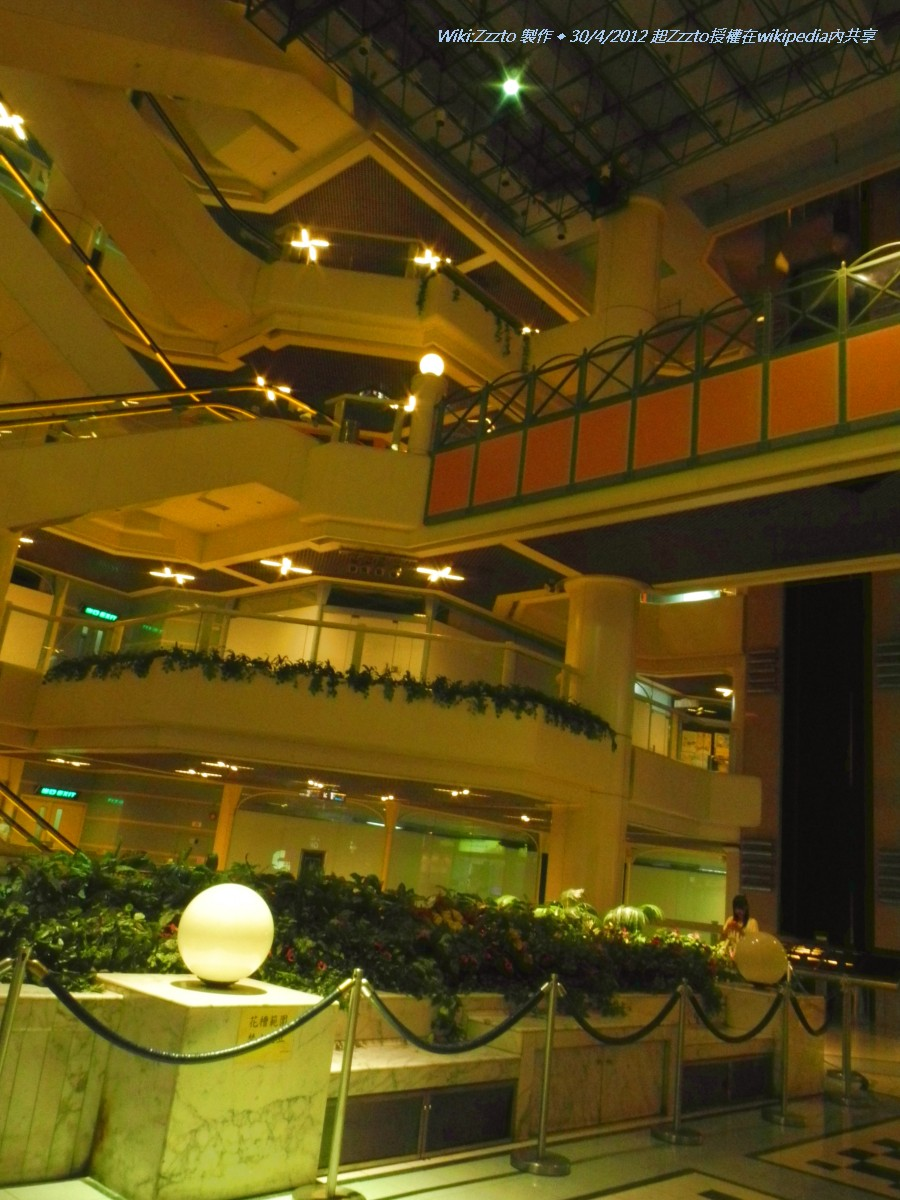
海濱廣場中庭（2樓）

海濱花園曾設有一大型購物商場，名為海濱廣場，於1990年11月開幕，商場樓高9層（地下及1-8樓）和設有2層地庫。截至2012年，2樓設有商舖屈臣氏、麥當勞及百佳超級市場等，3樓設有溜冰場（已關閉），4樓及5樓為護老院，6樓為珠海學院的圖書館，7樓和8樓則因為商戶全部遷離而停止對外開放。然而因交通不便，以及居民亦甚少到該商場消費，商場於1997年後開始出現大量店舖凋空的情況。2012年，宏安集團向新世界購入海濱廣場業權，隨後於2013年年底將整座廣場除地下巴士總站及地庫停車場以外範圍完全關閉，租戶亦已於限期前悉數遷出。商場自2013年11月後一直封閉至今。

## 海濱節
海濱節舉辦的目的是為了慶祝海濱花園落成，活動從1992年開始舉辦，每年於七月最後的星期日開始一連七日舉行。活動中屋苑內商戶需合繳一筆費用作為部分活動經費，亦有部分機構及商戶主辦一系列活動，讓海濱花園居民在繁忙的生活中也能享受與眾同樂的社區生活。

## 《海濱通訊》
《海濱通訊》為海濱花園管理層與海濱花園居民溝通的媒介。《海濱通訊》為一份以雜誌形式印製，免費派發予海濱花園居民閱讀的雙月刊，由海濱通訊編輯委員會設計，並由荃灣區議會海濱選區前議員鄒秉恬擔任主編。《海濱通訊》中會刊登屋苑過去兩個月所發生的屋苑大小資訊、過去活動的活動花絮、商戶廣告等，亦設有專欄供讀者投稿表達意見。

## 剩餘地積比率問題
根據2010年9月12日《鏗鏘集》第2節04:12至05:13內容，海濱花園建成後仍有剩餘地積比率（remaining plot ratio）未用盡，據屋宇署的紀錄，當年新世界發展原定在第2期興建一幢商業大廈連商場，後來商廈計劃擱置，最終只建成了商場，也就是今日的海濱廣場。所以，雖然發展商用盡地契規限的住宅總樓面面積，但是商業部分仍有剩餘地積比率。
不過興建商廈的計劃擱置時，發展商已於1988年把海濱花園賣散給小業主，無法劏地保住商廈的地皮。但原來發展商早已在大廈公契做手腳。翻查海濱花園的大廈公契，契上寫明︰「發展商在適當的情況下，經權衡後，毋須經小業主的同意，也有權直接入紙申請附屬公契發展商廈」。果然，新世界在1993年把商場賣給自己的附屬公司，並加入附屬公契，再次寫明商場的擁有人可以利用剩餘地積比率再發展。2007年，屋宇署批准在海濱廣場上蓋加建樓高24層、總樓面面積近25萬呎的商廈。倘若商廈最終建成，估計景觀最受影響是第1、2、17、18、21以及22座。

## 交通

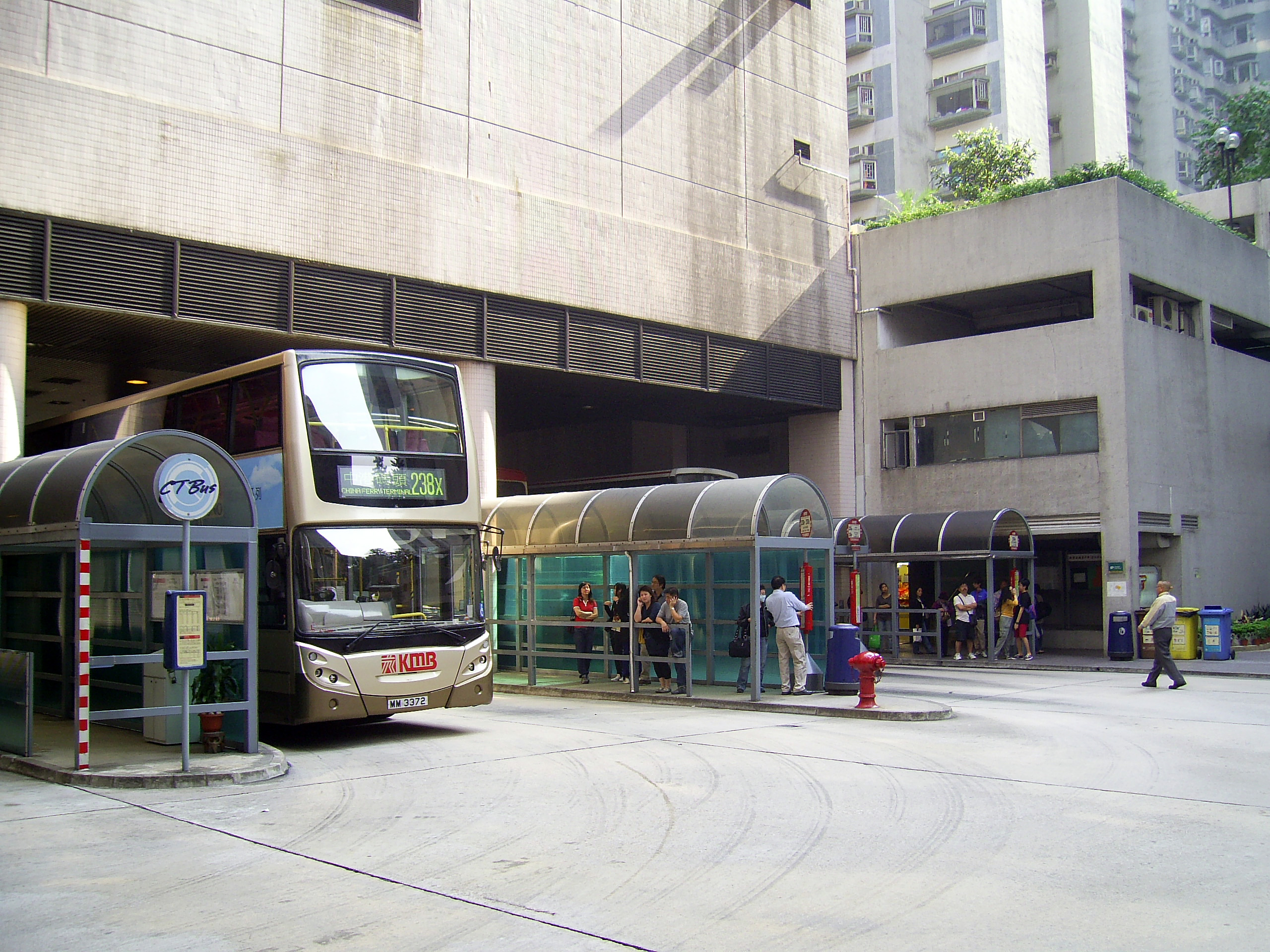
位於海濱廣場地下的巴士總站

## 鄰近
- 青荃路
- 海灣花園
- 環宇海灣
- 荃灣屠房
- 荃灣華人永遠墳場
- 藍巴勒海峽公眾貨物裝卸區

## 外部連結
- 官方网站

22°21′44″N 114°06′49″E / 22.3621°N 114.1135°E